# Villa Martí Dehesa
La Villa Martí Dehesa (Palacete Martí Dehesa in spagnolo) è una storica residenza modernista della città di Santa Cruz de Tenerife alle Canarie in Spagna.

## Storia
Progettata dall'architetto Mariano Estanga di Valladolid come residenza unifamiliare, la villa divenne successivamente la sede della presidenza del Governo delle Canarie; oggi, invece, ospita una clinica di estetica facciale.

## Descrizione
L'edificio è considerato come il più importante esempio dell'architettura modernista canaria.